# Herman Puig
Pour les articles homonymes, voir Puig.
Herman Puig (nom artistique de Germán Puig Paredes), né à Sagua La Grande, Cuba, le 25 février 1928 et mort le 25 janvier 2021 à Barcelone est un photographe cubain, fondateur de la Cinémathèque de Cuba, réalisateur et célèbre photographe de nus.

## Biographie

### Débuts
German Paredes Puig est né à Sagua La Grande, Cuba, en 1928. Il a étudié la peinture et la sculpture à Cuba, où il tourne son premier court-métrage "Sarna". Avec 20 ans, il se rendit à Paris pour étudier des techniques audiovisuelles. En 1950, il a commencé à travailler avec Henri Langlois, directeur et cofondateur de la Cinémathèque française. Cette association a conduit à Puig et a Ricargo Vigón à fonder la Cinémathèque de Cuba, officialisée comme institution en 1948, qui va renaître avec le même nom en 1961 par initiative d'Alfredo Guevara et de l'Institut Cubain d'Art et de l'Industrie Cinématographiques (ICAIC).
Bien que le cinéma cubain n'a pas été impulsé qu'après la création de l'ICAIC, en 1959, Puig,  avait déjà réalisé plusieurs courts-métrages, l'un intitulé "El Visitante" (vers 1955), jamais achevé et dans lequel Néstor Almendros a fait la direction de photographie. Avec Carlos Franqui, Puig a tourné "Carta de una madre", et avec Edmundo Desnoes "Sarna" (1952).

### Photographe de nus masculins
En octobre 1950, Puig s'est rendu à Paris où il a rencontré Henri Langlois, directeur de la Cinémathèque française. Cette première réunion a été brève mais décisive parce que Langlois a accepté d'envoyer des films français au Cine-club de La Havane (antécédent de la Cinémathèque de Cuba), mais à la condition que ce petit ciné-club soit institutionnalisé, puisque la Cinémathèque française ne pratiquait que l'échange de films avec un organisme analogue. Peu de temps après sa création, certaines questions politiques ont conduit à la clôture de la Cinémathèque de Cuba, qui n'a pas rouvert jusqu'en 1961. L'héritage de Puig et Vigon serait refusée et silenciée.
Dans les années 1960, Puig travaille comme photographe et cinéaste publicitaire en Espagne. À Madrid, au cours de la dictature de Francisco Franco, Puig a commencé à expérimenter la photographie du nu masculin, mais il a été arrêté pour un prétendu problème de drogues et a été accusé de pornographie. Pour éviter l'emprisonnement, Puig a déménagé à Paris où, avec son art, il gagne la gloire d'artiste universel contre toute accusation de pornographie. Peu de temps après la mort de Franco, il s'installe à Barcelone où il vit actuellement.

### Le moderne Herman
Avec 80 ans, Herman Puig a continué à photographier des nus (des hommes et des femmes) et il a été le protagoniste du film documentaire de David Boisseaux-Chical sur son exil culturel de Cuba.